# Мак'юен (Теннессі)
Мак'юен (англ. McEwen) — місто (англ. city) в США, в окрузі Гамфріс штату Теннессі. Населення — 1643 особи (2020).

## Географія
Мак'юен розташований за координатами 36°6′35″ пн. ш. 87°38′8″ зх. д. / 36.10972° пн. ш. 87.63556° зх. д. (36.109837, -87.635517).  За даними Бюро перепису населення США в 2010 році місто мало площу 4,83 км², з яких 4,83 км² — суходіл та 0,00 км² — водойми.

## Демографія
Згідно з переписом 2010 року, у місті мешкало 1750 осіб у 717 домогосподарствах у складі 478 родин. Густота населення становила 362 особи/км².  Було 791 помешкання (164/км²).
Расовий склад населення:
| - 98,2 % — білих - 0,3 % — корінних американців - 0,2 % — азіатів - 0,1 % — чорних або афроамериканців |

До двох чи більше рас належало 1,0 %. Частка іспаномовних становила 0,7 % від усіх жителів.
За віковим діапазоном населення розподілялося таким чином: 25,8 % — особи молодші 18 років, 56,9 % — особи у віці 18—64 років, 17,3 % — особи у віці 65 років та старші. Медіана віку мешканця становила 38,0 року. На 100 осіб жіночої статі у місті припадало 89,0 чоловіків;  на 100 жінок у віці від 18 років та старших — 83,5 чоловіків також старших 18 років.
Середній дохід на одне домашнє господарство  становив 48 374 долари США (медіана — 41 550), а середній дохід на одну сім'ю — 54 712 долари (медіана — 50 809). Медіана доходів становила 38 667 доларів для чоловіків та 27 500 доларів для жінок. За межею бідності перебувало 18,1 % осіб, у тому числі 17,2 % дітей у віці до 18 років та 7,6 % осіб у віці 65 років та старших.
Цивільне працевлаштоване населення становило 691 особа. Основні галузі зайнятості: виробництво — 21,7 %, освіта, охорона здоров'я та соціальна допомога — 20,4 %, будівництво — 14,8 %, роздрібна торгівля — 13,9 %.